# Rio Aracatiaçu
Rio Aracatiaçu är ett vattendrag i Brasilien.   Det ligger i delstaten Ceará, i den östra delen av landet, 1 700 km nordost om huvudstaden Brasília.
Omgivningen kring Rio Aracatiaçu är en mosaik av jordbruksmark och naturlig växtlighet. Området är ganska tätbefolkat, med 52 invånare per kvadratkilometer.